# Malmö KFUM
Malmö KFUM bildades den 16 september 1890. Föreningens ändamål vore att verka för unga mäns väl i fysiskt, intellektuellt, moraliskt och andligt avseende.
För att kunna förverkliga ändamålen skulle föreningen tillhandahålla lokaler, i vilka god litteratur i skilda ämnen jämte tidningar skulle hållas tillgängliga, anordna föredrag och samtal i världsliga och religiösa ämnen, giva fri undervisning i gymnastik och fäktning, levande språk, stenografi, sång och andra liknande ämnen.
Föreningens medlemmar utgjordes av passiva, aktiva och stödjande, varav dock endast de aktiva ägde rösträtt när det gällde föreningens angelägenheter. Enligt KFUM:s statuter fördelades de röstberättigade medlemmarna i kommittéer, bland vilka kan nämnas mottagnings-, inbjudnings-, biblioteks-, diskussions-, gymnastik- och idrottskommittèn m.fl. Genom styrelsebeslut 1894-09-19 bildades Ynglingaavdelningen och 1902-09-26 Gossavdelningen. Scoutkåren bildades 1911 i september genom sammanslagning av scoutavdelningarna inom Ynglingaavdelningen och Gossavdelningen vilka hade startats på sommaren 1910. Arkivet och en tillhörande fotosamling förvaras på Malmö stadsarkiv.